# Manoir des Ligneries
Le manoir de Ligneries est situé sur la commune de Charentilly, dans le département d'Indre-et-Loire. 

## Historique
Le domaine des Ligneries est propriété successive de Raymond Hauguenet (1436), Pierre Blondelet, chanoine de Tours (1504), Macé Marchant (1526), notaire et secrétaire de la reine, François Marchant (1583), Claude Marchant (1592), écuyer, trésorier général du prince de Nevers, Macé Marchant (1614), Mathieu Marchant (1629) et Joseph Marchant (1660). Il passe à Chauvereau, trésorier général des turcies et levées, en 1674.
Le domaine devient la propriété en 1829 de Charles Moisant (1770-1851), maire de Charentilly, qui se fait construire l'actuel château de Poillé en 1838 et fait restaurer le vieux manoir des Ligneries par l'architecte Phidias Vestier entre 1840 et 1855. Son fils est le comte Pèdre Moisant.
À côté de l'ancien manoir, qui subsiste toujours, l'architecte Phidias Vestier construit un nouveau château en 1887 pour la famille de Renusson.
Le monument fait l’objet d’une inscription au titre des monuments historiques depuis le 6 mars 1947.

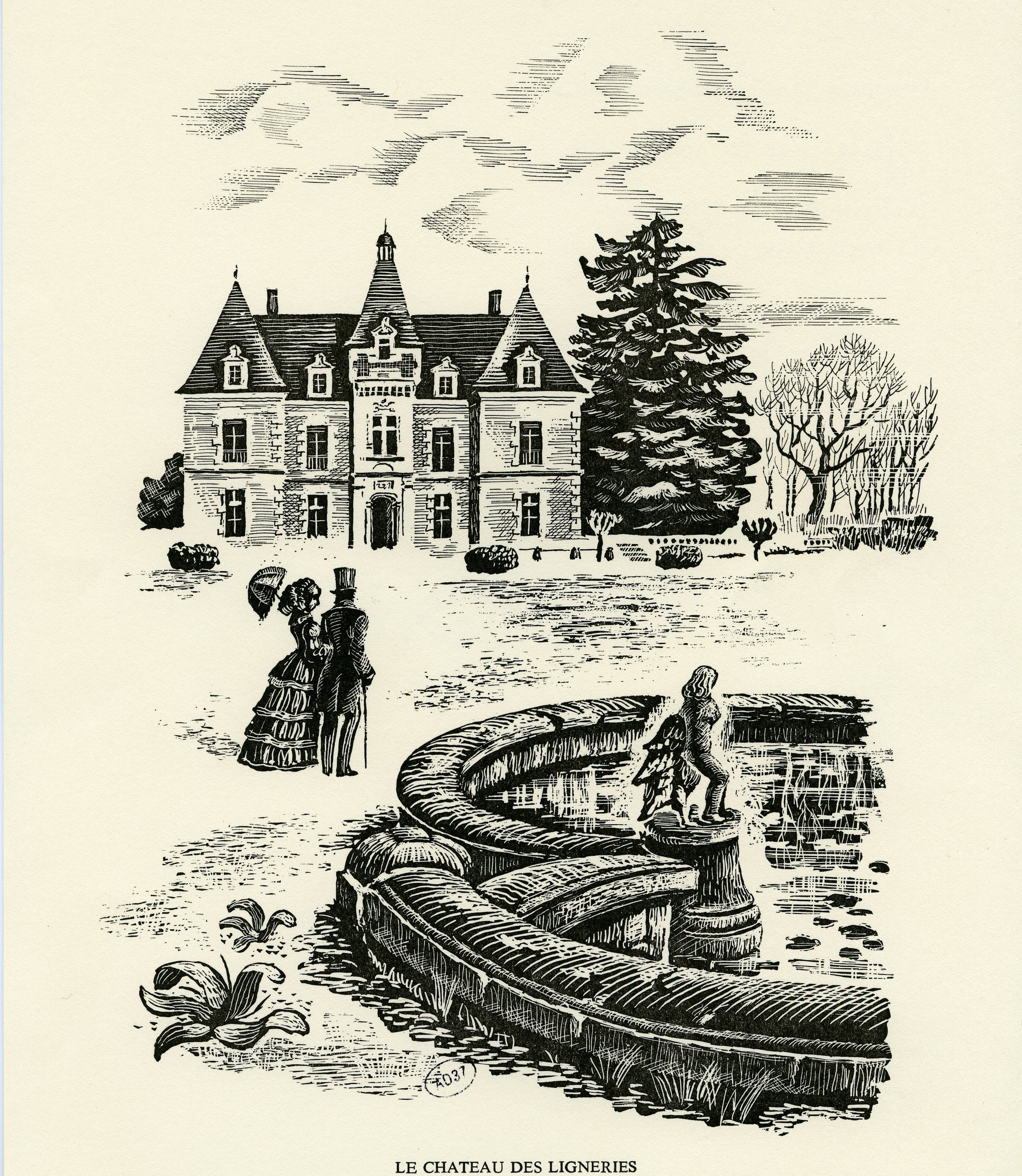
Le château neuf des Ligneries.
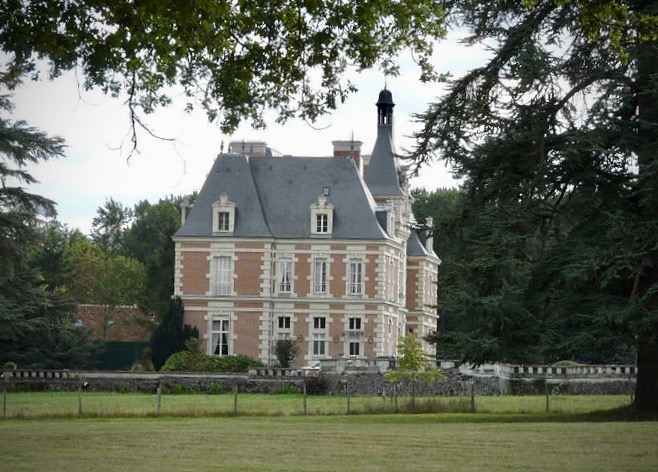
Le château neuf des Ligneries.

## Parc
Le manoir possède un parc de 89 ha.